# 腰山王氏庄园
38°53′32″N 115°12′40″E / 38.89222°N 115.21111°E
腰山王氏庄园位于中国河北省顺平县腰山镇南腰山村，2001年被列为第五批全国重点文物保护单位。
王氏家族祖居辽宁铁岭，八世祖王锡衮跟随多尔衮入关。后在此圈地建园，总面积50万平方米，有南园、尚礼堂和尊义堂三部分，其中南园保存较完整，其石、砖、木雕刻之精美为华北所不多见。